# Tetramorium monardi
Tetramorium monardi är en myrart som först beskrevs av Santschi 1937.  Tetramorium monardi ingår i släktet Tetramorium och familjen myror. Inga underarter finns listade i Catalogue of Life.